# Талышский оджах
Талышский оджах(тал. Tološa očah/Толоша оджах) — это священное место у талышей, где расположено особое дерево или святыня. Талыши считают такие деревья, или места, священными, способными излечить или уберечь от несчастий.
Это место, где обитают духи, часто это дерево или группа деревьев
Оджахи считаются святыми местами, где можно попросить о помощи, исцелении или уберечься от несчастий
У подножия таких деревьев люди зажигают свечи, оставляют деньги, веря, что их желания сбудутся.
Таким образом, талышский оджах – это важная часть талышской культуры и мифологии, место, где люди обращаются за помощью и почитают священные места.